# Aurelio Íñigo
Aurelio Íñigo Osaba (Allo, Navarra, 1 de diciembre de 1899-Arquijas, Navarra 6 de agosto de 1936) dirigente anarquista de la Confederación Nacional del Trabajo y promotor del Ateneo "Libre Acuerdo" de Allo.
Fue el dirigente más importante en el pueblo de Allo, donde el anarquismo tenía una fuerte implantación. Promotor del Ateneo donde existía una destacada biblioteca. Esta biblioteca el 29 de julio de 1933 fue visitada por el comandante de la Guardia Civil requisando una serie de títulos como: Embriología, Medios para evitar el embarazo, Jesucristo nunca ha existido, Tierra y Libertad, En régimen demócrata, Cómo haremos la revolución, etc.
En las elecciones de 1936 el anarquismo promovió la abstención que alcanzó la significativa cifra del 43,7%, que contrastaba con la alta participación de la población de Navarra en los comicios.
Vivió consecuente con sus ideas, sin casarse, con su compañera María Laínez.
Fue una de las Víctimas de la Guerra Civil en Navarra, asesinado al comienzo de la misma, al igual que gran número de miembros de la CNT, que en muchos casos pertenecían a la junta del Ateneo.